# Südstadt (Göttingen)

Lage des Stadtbezirks Südstadt im Stadtgebiet von Göttingen

Die Südstadt ist einer von 18 Stadtbezirken der niedersächsischen Universitätsstadt Göttingen. Sie grenzt direkt südlich an den Göttinger Stadtbezirk Innenstadt.
Direkte Nachbarn des Stadtbezirks Südstadt sind – vom Westen aus im Uhrzeigersinn – die Göttinger Stadtbezirke Grone, Weststadt, Innenstadt, Oststadt,  Geismar und die zum Landkreis Göttingen gehörende Einheitsgemeinde Rosdorf.

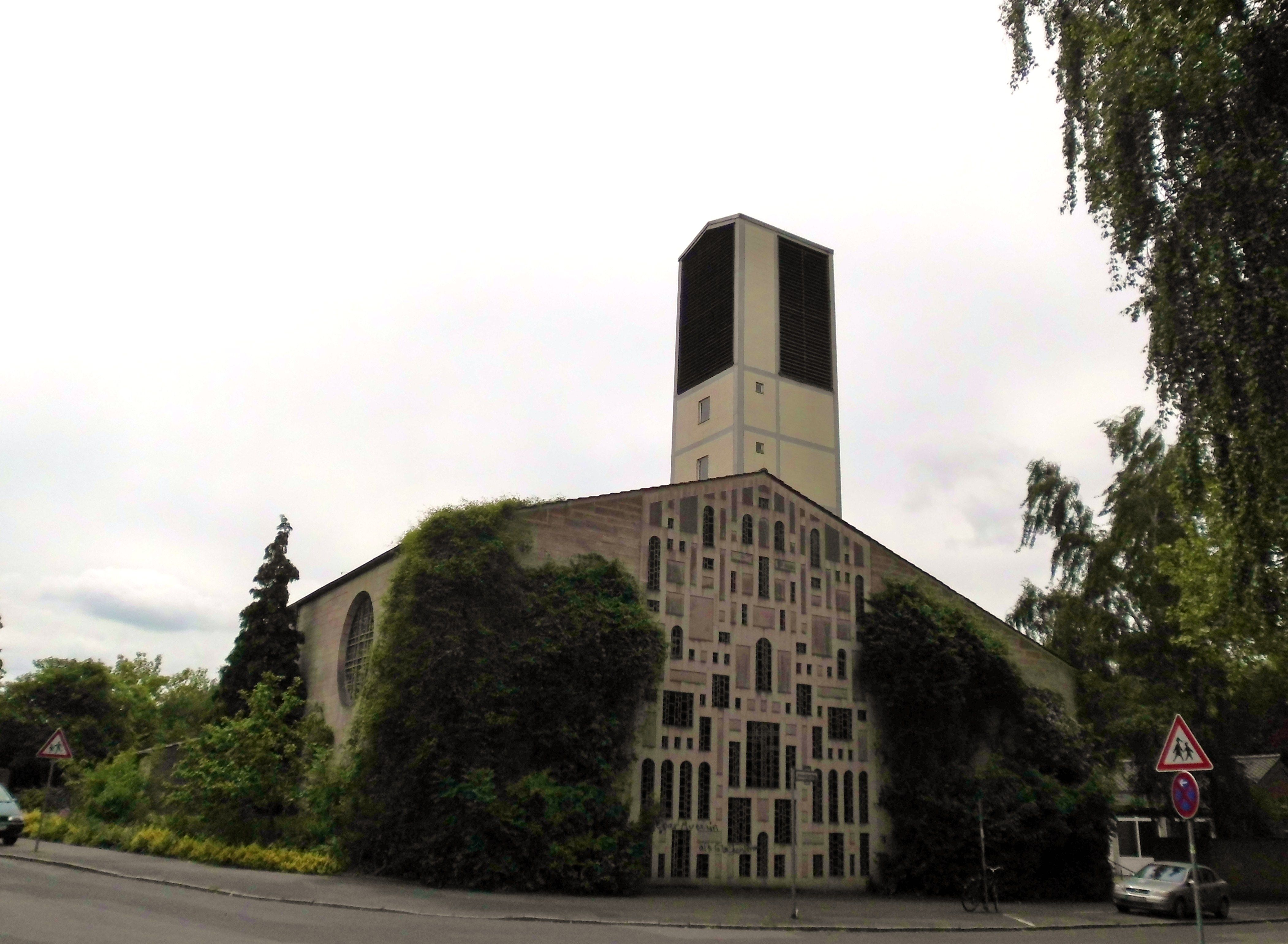
Kreuzkirche

In der Südstadt leben auf einer Fläche von 3,76 km² 16.687 Einwohner (Stand: 31. Dezember 2023). Mit dieser Einwohnerzahl steht die Südstadt innerhalb der Göttinger Stadtbezirke an 3. Stelle.
Sehenswürdigkeiten sind unter anderem das von Diez Brandi entworfene Gebäude-Ensemble der Herman-Nohl-Schule und des benachbarten HG-Junior (einer Außenstelle des Hainberg-Gymnasiums) an der Immanuel-Kant-Straße und die ebenfalls von Brandi entworfene direkt benachbarte Kreuzkirche.

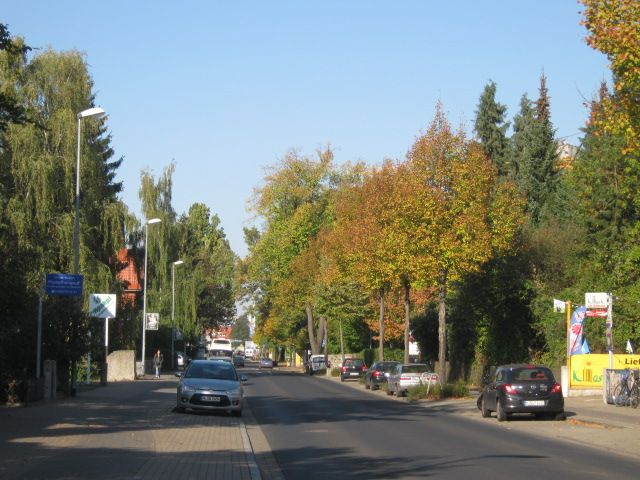
Reinhäuser Landstraße
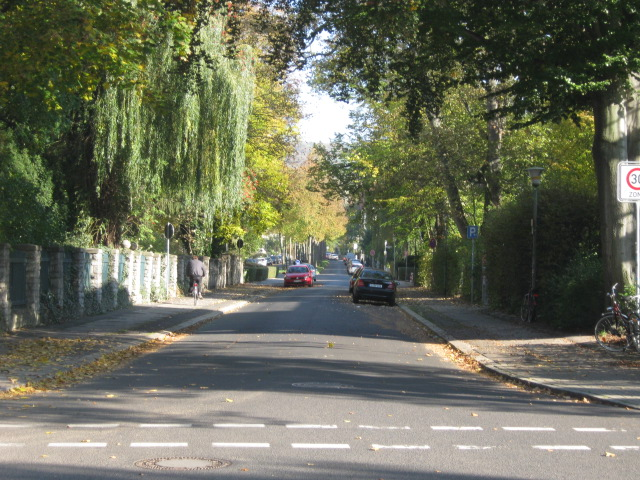
Schillerstraße
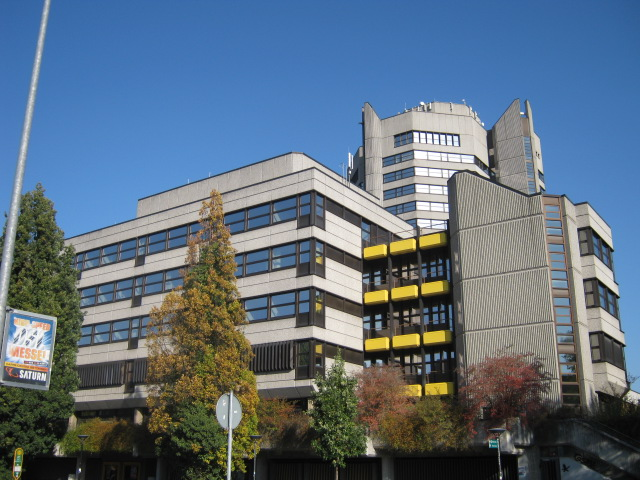
Neues Rathaus